# Indische nachtzwaluw
De Indische nachtzwaluw (Caprimulgus atripennis) is een vogel uit de familie van de nachtzwaluwen (Caprimulgidae).

## Verspreiding en leefgebied
De broedgebieden van de Indische nachtzwaluw liggen in het zuidoosten van India en op Sri Lanka. Het is een vogel van gebieden met wat bos, struikgewas en ook wel cultuurland.
De soort telt 2 ondersoorten:
- C. a. atripennis: zuidelijk India.
- C. a. aequabilis: Sri Lanka.

## Status
De Indische nachtzwaluw heeft geen klein verspreidingsgebied en daardoor is de kans op uitsterven gering. De grootte van de populatie is niet gekwantificeerd maar is redelijk algemeen. Om deze redenen staat deze nachtzwaluw als niet bedreigd op de Rode Lijst van de IUCN.